# Adoretus persicus
Adoretus persicus är en skalbaggsart som beskrevs av Edmund Reitter 1889. Adoretus persicus ingår i släktet Adoretus och familjen Rutelidae. Inga underarter finns listade i Catalogue of Life.